# Ljuti breg
Ljuti breg (en serbe cyrillique : Лјути брег) est une réserve naturelle située à l'ouest de la Serbie, dans les monts Tara, sur le territoire de la municipalité de Bajina Bašta. Elle a été créée le 1er janvier 1950.

## Géographie
La réserve naturelle de Ljuti breg est située sur la rive droite de la Drina, au pied du mont Crni Vrh, dans les monts Tara. Elle couvre une superficie de 0,25 km2.

## Flore et faune
Ljuti breg abrite une importante colonie d'épicéas de Serbie (Picea omorika).